# Emilio Sommariva
Emilio Sommariva (Lodi, 8 dicembre 1883 – Milano, 12 settembre 1956) è stato un fotografo e pittore italiano.

## Biografia

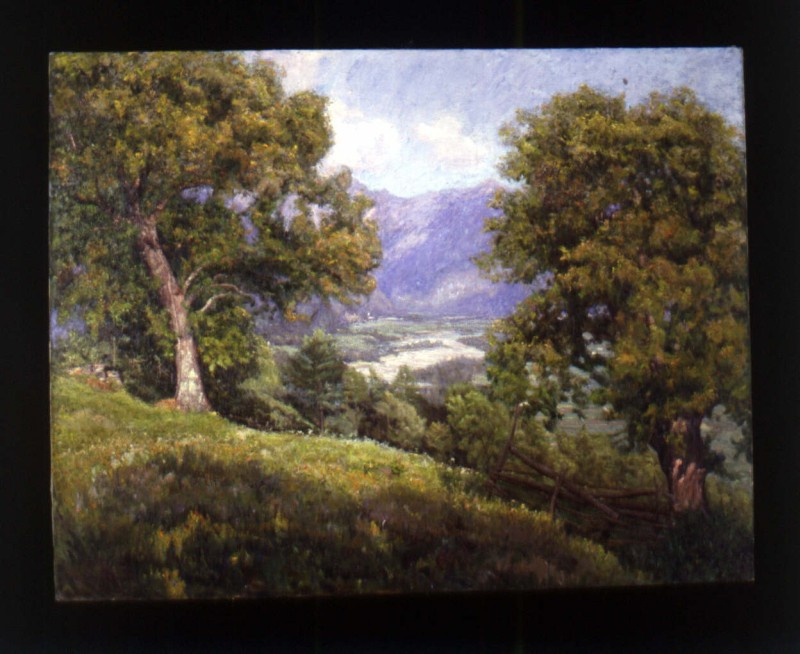
Studio di paesaggio in Val Vigezzo, 1925 (Fondazione Cariplo)

Nel 1897 si iscrive all'Accademia di Belle Arti di Brera dove frequenta la Scuola di Ornato di Angelo Comolli dal 1898 al 1899. Le difficoltà economiche lo costringono a interrompere gli studi. È quindi assunto come fotografo prima presso la fonderia Compagnia Continentale Brunt & C. poi dallo studio fotografico Ganzini; pochi mesi dopo, nel 1902, apre un proprio atelier con sede in viale Monforte (ora viale Piave), trasferendosi negli anni seguenti in via San Paolo e via Montenapoleone. 
Dopo alcune difficoltà, Sommariva si afferma quale fotografo ritrattista del mondo intellettuale dell'epoca; esegue inoltre riproduzioni di opere d'arte, fotografie industriali, di architettura e di paesaggio. Sanciscono la sua fama i riconoscimenti ottenuti nel 1911 all'Esposizione Internazionale di Fotografia Artistica e Scientifica di Roma (medaglia d'oro del Comitato delle Feste) e all'Esposizione e Concorso Internazionale di Fotografia di Torino (diploma di onore). Nel 1922 si afferma sulla scena internazionale ottenendo il primo premio all'Esposizione Internazionale di Fotografia Artistica Professionale di Londra. 
Con gli anni Venti inizia l'attività espositiva anche come pittore: partecipa alla Biennale di Brera del 1925, all'Esposizione internazionale d'arte di Venezia del 1926 e, nel decennio seguente, alle manifestazioni della Permanente di Milano. In questo periodo esegue numerosi paesaggi, ispirati alle Prealpi lombarde e piemontesi dove si reca durante i frequenti soggiorni nella villa di famiglia a Lanzo d’Intelvi. Una rassegna della sua ampia produzione pittorica si apre nel 1950 presso la Galleria Ranzini di Milano.
L'intero catalogo della produzione fotografica è consultabile dall'archivio "Lombardia Beni Culturali": 
Riposa al cimitero Monumentale di Milano.